# Soledad Tamayo Tamayo
Soledad Tamayo Tamayo (Palermo, Paipa; 20 de marzo de 1958) es una abogada y política colombiana.

## Biografía
Nacida en Palermo corregimiento de Paipa, Boyacá, es hermana de los políticos Fernando Tamayo Tamayo y Helio Rafael Tamayo Tamayo. Desde muy joven ingreso a las filas del Partido Conservador. Estudió derecho en la Universidad Santo Tomás e hizo una especialización de política social en la Pontificia Universidad Javeriana.
Su trayectoria como política empezó como inspectora de policía de Bogotá entre 1983-1985. Entre 1986-1994 fue asesora de catastro distrital en la alcaldía de Andrés Pastrana. En 1995 fue Concejal de Bogotá hasta el 2011 donde fue presidenta del Concejo en 2009-2010. En 2018 aspiró a ser senadora de la república en 2018, en la cual no fue elegida. Fue senadora sustituyente en dos periodos: 2018 y 2021-2022 por los fallecimientos de Fernando Tamayo Tamayo y Eduardo Enríquez Maya. En 2022 fue elegida por el voto popular.